# Дело Яндекс в ФАС
Дело Яндекс в ФАС — антимонопольное дело в отношении Яндекса в связи с доминирующим положением компании в области интернет-поиска.
Дело было инициировано после обращения, которое направили ряд крупных российских онлайн-сервисов. Предметом обращения было использование Яндексом так называемых «колдунщиков» — заметных виджетов в поисковой выдаче, которые уводят пользователей на собственные сервисы Яндекса, а не конкурентов. Дело рассматривалось с 13 апреля 2021 года по 25 мая 2022 года и завершилось мировым соглашением между Яндексом, ФАС и компаниями-заявителями. В рамках заключенного мирового соглашения Яндекс выделил 1,5 млрд рублей в Российский фонд развития информационных технологий для продвижения российских программных ИТ-продуктов в сети Интернет и обязался выявить признаки недобросовестной конкуренции.

## Обращение онлайн-сервисов в ФАС
В августе 2020 года российские онлайн-сервисы Avito, ЦИАН, Profi.ru, 2ГИС и Ivi.ru, а также Дром, Туту.ру и Zoon.ru обратились в Федеральную антимонопольную службу (ФАС). Заявители предъявляли претензии к доминирующему положению Яндекса, и в частности — к «колдунщикам» в поисковой выдаче, которые уводили пользователей на собственные сервисы Яндекса. Заявители утверждали, что к этим «колдунщикам», которые позволяют пользователям искать билеты, квартиры, объявления и так далее, без перехода на отдельную страницу, были допущены преимущественно сервисы Яндекса, но не конкурирующих в этих сегментах компаний.
В заявлении говорилось, что инструмент обходит общие правила ранжирования в поиске, не показывает наиболее релевантный запросу ответ и явно привлекает внимание пользователя. Таким образом, «колдунщики» уводят пользователя на сервисы «Яндекса», а конкуренты, по их словам, теряют трафик и вынуждены больше тратить на продвижение.
Пресс-служба Яндекса в ответ на обращение онлайн-сервисов называла подобные «интерактивные ответы» мировым отраслевым стандартом.

## Предписание ФАС и возбуждение антимонопольного дела
Рассмотрев обращение, специалисты ФАС признали в работе Яндекса признаки недобросовестной конкуренции. Компании было предписано прекратить преимущественное продвижение собственных сервисов в поисковой выдаче с помощью «колдунщиков» и иных функций и технологий, демонстрируемых на страницах поисковой выдачи, функциональность которых не доступна сторонним лицам в срок до 1 апреля 2021 года.
В предупреждении службы говорилось, что у собственных сервисов Яндекса (Яндекс. Вертикали, Яндекс. Маркет, Яндекс. Медиасервисы, Кинопоиск), было преимущество по продвижению и привлечению внимания пользователей в поисковой системе за счёт «колдунщиков» (интерактивных элементов, которые отвечают на запрос пользователя на странице с результатами поиска: например, прогноз погоды или перевод слова) и «объектных ответов» (элементов, расположенных справа от результатов поиска) на страницах поисковой выдачи Яндекса. ФАС отмечала, что у сервисов, не входящих с Яндексом в одну группу, такой возможности нет или же она не соответствует тем техническим, визуальным и другим преимуществам интерактивных ответов поиска, которые получают сервисы Яндекса. ФАС назвала такие условия неравными и дискриминационными.
Яндекс не согласился c предписанием ФАС и отказался его выполнять. По словам представителей Яндекса, исполнение выдвинутых перечисленных требований ухудшило бы качество поиска для пользователя, а также положение поиска Яндекса на рынке по сравнению с конкурентами. В компании назвали специальные ответы сервисов мировой практикой всех поисковых систем и платформ и отметили, что без подобных ответов качество поиска для пользователя ухудшается.
В результате ФАС возбудила дело в отношении Яндекса в связи с признаками нарушения антимонопольного законодательства. Сообщалось, что «организация [Яндекс] не исполнила предупреждение антимонопольного органа и продолжает создавать дискриминационные условия на рынке поиска в сети Интернет». ФАС настаивала на том, что ООО Яндекс предоставляет сервисам группы Яндекс преимущественные возможности по продвижению (привлечению внимания пользователей) сервисов в поисковой системе Яндекс, что приводит к созданию дискриминационных условий деятельности на смежных рынках.
Яндекс подал встречный иск и потребовал признать незаконным возбуждение дела, а также отказ ФАС продлить срок исполнения вынесенных ранее предписаний.
На фоне разбирательств с ФАС Яндекс обязали допускать к своим специальным поисковым блокам продукты, услуги и контент конкурентов.

## Мировое соглашение и прекращение дела
В январе 2022 года Яндекс заключил мировое соглашение с компаниями-заявителями: Avito, Wildberries, Profi.ru, 2ГИС и другими. После подписания его утвердил Арбитражный суд Москвы.
Яндекс признал обоснованность выданного ранее ФАС предупреждения и совместно с компаниями-заявителями по антимонопольному делу разработал политику, условия и технические требования по интеграции партнеров в поисковую систему Яндекса. Сообщалось, что их требования будут открыты и едины для всех участников рынка, включая собственные сервисы компании.
Также, согласно заключённому мировому соглашению, антимонопольная служба должна следить за его исполнением и регулярно анализировать корректность работы поисковой системы компании. Ежегодно должен проводиться независимый аудит непредвзятости ранжирования и отображения данных в поисковой выдаче. Кроме того, Яндекс выделил 1,5 млрд рублей в Российский фонд развития информационных технологий для продвижения российских программных ИТ-продуктов в сети Интернет.
Определение Арбитражного суда Москвы пыталось обжаловать ООО Кассир.ру, которое выступала заявителем по делу в составе IT-коалиции, но не стало подписывать мировое соглашение с Яндексом. Представитель Кассир.ру назвал решение суда «катастрофическим» для компании и отрасли. В судебном документе они пояснили, что соглашение, заключенное в январе этого года между «Яндексом», коалицией интернет-компаний и ФАС, не учитывает интересы «Кассир.ру», хотя должно учитывать права всех третьих лиц. Сервис требовал возместить 328 млн рублей упущенной выгоды из-за дискриминационных условий, созданных Яндексом на рынке поиска в интернете. Однако сервис проиграл кассацию.
Окончательно антимонопольное дело против Яндекса ФАС прекратила в мае 2022 года. В заявлении ФАС говорилось, что заключенное между службой, Яндексом и заявителями по антимонопольному делу мировое соглашение стало следствием признания компанией обоснованности выданного ФАС предупреждения и выполнения его положений. Отмечалось, что действия, совершенные Яндексом для устранения ограничивающих конкуренцию факторов на рынке интернет-поиска, направлены на всех участников рынка вне зависимости от участия в подписании мирового соглашения.